# ضریب کی (پالایش نفت خام)
ضریب کی یا فاکتور کی یا فاکتور مشخصه روشی نظام‌مند برای طبقه‌بندی نفت خام بر اساس ماهیت پارافینی، نفتنی، حدواسط یا آروماتیک آن است. مقدار ۱۲٫۵ یا بالاتر نشان دهنده نفت خامی از ترکیبات عمدتاً پارافینی است، در حالی که ۱۰ یا پایین‌تر، نفت خامی با طبیعت آروماتیک‌تر است. ضریب کی همچنین با عنوان ضریب کیِ یواوپی یا UOPK نیز شناخته می‌شود.